# Abaza Siyavush Pascià II
Abaza Siyavuş Pascià II (in turco ottomano: كوبريللى دامادى اباظة سياوش پاشا, conosciuto anche come Köprülü Damadı Abaza Siyavuş Pascià; intorno al 1627 – Istanbul, 23 febbraio 1688) è stato un politico ottomano di origine abaza.

## Biografia

### Primi anni
Era un servo di Köprülü Mehmed Pascià, un abile gran visir che morì nel 1661. Sposando la figlia di Köprülü Mehmed Pascià, divenne un parente della potente famiglia Köprülü. Insieme ai suoi cognati (Köprülü Fazıl Mustafa Pascià e Fazıl Ahmed Köprülü), partecipò a numerose campagne militari. Nel 1684, Buda (una parte di Budapest, la capitale della moderna Ungheria, allora parte dell'impero ottomano) era stata assediata dagli austriaci sotto il comando di Massimiliano. Siyavuş Pascià prese d'assalto gli austriaci e li costrinse a togliere l'assedio. Questa fu una delle poche vittorie turche nella Grande Guerra Turca.

### Gran visierato
Il sultano ottomano Mehmet IV ("il cacciatore") era disinteresato agli affari di stato, specialmente in guerra. I soldati e gli altri sudditi dell'impero accusarono lui e il gran visir Sarı Süleyman Pascià dei fallimenti nella guerra. Nel 1687, l'esercito tornò dal fronte e mise in atto un colpo di stato in cui sia il sultano che il gran visir furono costretti ad abdicare e a dimettersi, rispettivamente. Siyavuş divenne il nuovo gran visir il 18 settembre, e Süleyman II divenne il nuovo sultano l'8 novembre. Tuttavia, Siyavuş non ebbe successo come gran visir. Non riuscì a controllare le truppe che si accamparono nella periferia di Costantinopoli. I soldati chiesero il pagamento del salario premio (pagamenti tradizionali dei nuovi sultani, in turco: Cülus bahşişi). Ma la tesoreria non era in grado di effettuare il pagamento e i soldati causarono disordini in città. Anche se Siyavuş era il loro candidato per il posto, presto cominciarono ad opporsi a Siyavuş e a suo cognato Köprülü Mustafa Pascià. I giannizzeri fecero irruzione nella sua casa e lo uccisero il 23 febbraio 1688.